# Ведомство общественной безопасности (Польша)
Ведомство общественной безопасности (пол. Resort Bezpieczeństwa Publicznego; RBP) — польский орган госбезопасности, поддержания правопорядка, политического сыска и репрессий в июле — декабре 1944. Состояло в структуре ПКНО, контролировалось просоветской коммунистической ППР. Формировалась по образцам НКВД СССР. Вело борьбу против немецкой агентуры на освобождённых от оккупации территориях, в то же время подавляло антикоммунистическую и антисоветскую оппозицию, насаждало систему власти ППР. Заложило основу спецслужб и репрессивных органов ПНР. В январе 1945 преобразовано в Министерство общественной безопасности.

## Подразделение ПКНО
21 июля 1944 в Москве был учреждён Польский комитет национального освобождения (ПКНО). На следующий день в Хелме была оглашена программа ПКНО — Июльский манифест. 26 июня СССР признал ПКНО законным правительством Польши. 1 августа резиденция была перенесена в Люблин.
По видимости ПКНО имел коалиционный характер, в него входили представители различных партий. Председателем был Эдвард Осубка-Моравский из Рабочей партии польских социалистов. Однако с самого начала политический руководство и политика ПКНО контролировались коммунистической ППР, Союзом польских патриотов и Центральным бюро польских коммунистов (ЦБПК) при ЦК ВКП(б). Фактически ПКНО создавался как исполнительный орган при Крайовой Раде Народовой (КРН), которую возглавлял коммунист Болеслав Берут, давний агент советской разведки. КРН и ПКНО формировались с прямой санкции Сталина как альтернатива польскому правительству в изгнании. В задачу ПКНО ставилась советизация Польши после освобождения от немецкой оккупации.
Среди декретов ПКНО были откровенно репрессивные. Запрещались и преследовались формирования Армии Крайовой и другие некоммунистические организации польского Сопротивления, вводилось понятие «антигосударственных преступлений», аналогичное советским «контрреволюционным преступлениям». Декрет о защите государства от 23 октября 1944 предусматривал длительное тюремное заключение или смертную казнь по одиннадцати составам (в том числе за недозволенное хранение радиоприёмника).
Исполнение таких установок предполагало создание карательного органа. Структура ПКНО включала функциональные подразделения по типу министерств. Обеспечение правопорядка и госбезопасности возлагалось на Ведомство общественной безопасности — Resort Bezpieczeństwa Publicznego, RBP.

## Руководство, структура, кадры

### Руководители
Во главе RBP с 21 июля 1944 стоял ветеран КПП, член ППР и ЦБПК полковник Станислав Радкевич. Начальником секретариата (ведомственное делопроизводство) являлся подполковник Юлиан Конар, начальником комендатуры (охрана ведомственных объектов) — подполковник Стефан Собчак. По факту первым заместителем Радкевича выступал подполковник Роман Ромковский. Партийно-политическое руководство осуществлял Якуб Берман — второе лицо польской коммунистической иерархии после Болеслава Берута, куратор карательного аппарата, идеологии и пропаганды.
Структура RBP включала
- Департамент контрразведки — начальник Роман Ромковский
- Отдел охраны государства — начальник Леон Анджеевский
- Отдел тюрем и лагерей — начальник Теодор Дуда
- Следственный отдел — начальник Владислав Доминик
- Отдел независимой разведки — начальник Стефан Антосевич
- Отдел цензуры — начальник Михал Росснер
- Отдел кадров — начальник Миколай Орехва
- Финансовый отдел — начальник Эдвард Калецкий
- Правовое бюро — начальник Зыгмунт Брауде

23 октября 1944 в RBP была создана первичная парторганизация ППР и сформирован партийный комитет. В его состав вошли Роман Ромковский (секретарь), Леон Анджеевский, Миколай Орехва, Теодор Дуда, Михал Таборыский.

### Подразделения
Ключевым подразделением был Департамент контрразведки. Подполковник (впоследствии полковник и генерал бригады) Ромковский был замкнут персонально на Бермана и по влиянию не уступал, а скорее превосходил Радкевича. Контрразведке поручались оперативные функции, подавление антикоммунистического вооружённого подполья, надзор за сохранявшимися некоммунистическими организациями, контроль над экономическими активами.
Отдел охраны государства отвечал за физическую безопасность защиту партийно-государственного руководства (впоследствии на его основе было создано Бюро охраны правительства). Отдел тюрем и лагерей управлял местами лишения свободы, а также образовательными учреждениями. Отдел разведки заведовал агентурой за пределами Польши. Функции Следственного отдела соответствовали названию. Отдел цензуры занимался перлюстрацией корреспонденции. Отдел кадров контролировал зачисление, служебное перемещение, учёт и увольнение функционеров их сообразность целям, задачам и функциям ведомства. Финансовый отдел формировал бюджет ведомства и надзирал за финансовой дисциплиной. Правовое бюро готовило юридические заключения. Действовали также технические службы — отдел спецсвязи, отдел снабжения, регистрационная картотека.
Интенсивно формировались региональные управления — воеводские (WUBP), городские (MUBP), повятские (PUBP) и гминные (GUBP). Системная совокупность управлений безопасности получила обиходное название UB — Urząd Bezpieczeństwa. Первое воеводское управление было создано в Люблине под руководством Генрика Пальки. Жешувское WUBP возглавил Мечислав Бронятовский. Далее были сформированы Белостокское (Фаустин Гжибовский), Келецкое (Хиполит Дуляш) и другие WUBP.
4 августа главнокомандующий Армии Людовой и руководитель ведомства национальной обороны ПКНО Михал Роля-Жимерский своим приказом передал в состав RBP Польский отдельный специальный батальон майора Генрика Торуньчика. На его основе были созданы подразделения внутренних войск и заложена основа будущего Корпуса внутренней безопасности. 15 августа КРН учредила Гражданскую милицию, 7 октября ПКНО издал соответствующий декрет. Управление милицией передавалось RBP. С 12 сентября в ведении RBP находились также специальные уголовные суды (фактически военно-полевые трибуналы) — официально для ускоренного разбора дел и наказания нацистских преступников, реально используемые против политических противников ППР.

### Состав
При подборе кадров учитывались факторы идеологической мотивации и оперативных навыков. В структурах RBP служили такие известные в будущем функционеры госбезопасности, как Юзеф Ружаньский, Юлия Бристигер, Адам Хумер. Предпочтение отдавалось проверенным коммунистическим активистам, желательно с опытом советских спецслужб, армии и партизанского движения, Армии Людовой, спецбатальона Торуньчика. Особую роль играли более двухсот польских коммунистов, прошедших в первой половине 1940-х куйбышевское училище НКВД — «школу N 336». Эту группу собирательно называли «куйбышевцами» (иногда термин обозначал всех польских выходцев из советских спецслужб). В целом RBP формировался по модели НКВД, под руководством и под контролем советских инструкторов, которых возглавлял генерал-полковник Иван Серов.
10 ноября 1944 Станислав Радкевич утвердил штатное расписание RBP. Стандартная численность WUBP определялась в 308 человек, MUBP — 148 человек, PUBP — 51 человек, GUBP — 2-3 человека. Общая численность к концу года превышала 20 тысяч — из них около 13 тысяч в милиции, около 4 тысяч во внутренних войсках, примерно 1 тысяча в тюремно-конвойной охране, почти 3 тысячи в центральном аппарате.

## Репрессивная роль
Ведомству общественной безопасности ставились следующие основные задачи: организация оперативной инфраструктуры на контролируемой ПКНО территории, борьба с немецким военным шпионажем, изоляция коллаборационистов и фольксдойче, пресечение уголовной преступности, силовое обеспечение исполнения декретов ПКНО, преследование политических противников ПКНО, выявление подозреваемых в политических преступлениях, установление контроля над судебными и прокурорскими органами, цензура печати и переписки, контроль за радио- и телефонными переговорами.
Деятельность RBP протекала в условиях военного времени, была подчинена соответствующим установкам и не могла соответствовать общеправовым нормам. Но в то же время она определялась идеологическими установками компартии, политическими целями ППР и СССР. Политическая роль RBP состояла в репрессивном подавлении противников просоветского коммунистического режима. В качестве начальника RBP Станислав Радкевич (наряду с Осубкой-Моравским и Ролей-Жимерским) подписал декрет о защите государства.
По оценкам Института национальной памяти, «исходя из логики коммунистической системы, RBP решило, что не существует такой сферы, которая была бы избавлена от „контрразведывательного надзора“; строгое подражание советской модели устройства политической полиции должно было гарантировать коммунистам захват и удержание власти на польских территориях, занятых Красной Армией».

## Преобразование в министерство
31 декабря 1944 года Крайова Рада Народова приняла закон о преобразовании ПКНО во Временное правительство Республики Польша. Председатель КРН Болеслав Берут вступил в исполнение обязанностей президента Польши. Ведомства ПКНО приобретали статус министерств. RBP переучреждалось в Министерство общественной безопасности (МОБ). Во главе МОБ оставался Станислав Радкевич, его первым заместителем — Роман Ромковский. Сохранил статус и полномочия партком ППР. Новое министерство унаследовало функции и кадры прежнего ведомства, но значительно расширило структуру и масштабы деятельности.